# Podolestes coomansi
Podolestes coomansi – gatunek ważki z rodziny Argiolestidae.
Owad ten występuje na indonezyjskich wyspach Sumatra i Belitung oraz w Tajlandii; możliwe, że także w położonych na Półwyspie Malajskim częściach Mjanmy i Malezji, ale wymaga to potwierdzenia.